# Sarolta Varga
Sarolta Varga (* 18. Februar 1983) ist eine ungarische Badmintonspielerin. 

## Karriere
Sarolta Varga war 2001 erstmals bei den nationalen Juniorenmeisterschaften erfolgreich. 2002 folgte ein weiterer Nachwuchstitelgewinn. Im Jahr 2005 siegte sie zum ersten Mal bei den Erwachsenen, wobei sie im Dameneinzel erfolgreich war. 2007 gewann sie einen weiteren Titel im Doppel, 2008 einen im Einzel.

## Sportliche Erfolge
| Saison | Veranstaltung                              | Disziplin   | Platz | Name                           |
| ------ | ------------------------------------------ | ----------- | ----- | ------------------------------ |
| 2001   | Ungarn: Einzelmeisterschaften der Junioren | Dameneinzel | 1     | Sarolta Varga                  |
| 2002   | Ungarn: Einzelmeisterschaften der Junioren | Dameneinzel | 1     | Sarolta Varga                  |
| 2002   | Ungarn: Einzelmeisterschaften              | Damendoppel | 1     | Krisztina Ádám / Sarolta Varga |
| 2005   | Ungarn: Einzelmeisterschaften              | Dameneinzel | 1     | Sarolta Varga                  |
| 2007   | Ungarn: Einzelmeisterschaften              | Damendoppel | 1     | Sarolta Varga / Orsolya Varga  |
| 2008   | Ungarn: Einzelmeisterschaften              | Dameneinzel | 1     | Sarolta Varga                  |